# بخش اولورون-سنت-ماری
بخش اولورون-سنت-ماری (به فرانسوی: Arrondissement d'Oloron-Sainte-Marie) یک بخش در فرانسه است که در پیرنه-آتلانتیک واقع شده‌است.